# Adolf Ivar Arwidsson
Adolf Ivar Arwidsson (Padasjoki, 7 augustus 1791 - Vyborg, 21 juni 1858) was een Finse historicus, universitair docent, bibliothecaris en schrijver.
Hij publiceerde politieke geschriften over de Finse identiteit in een tijd dat Finland als groothertogdom onder het Russische Rijk viel. Na zijn noodgedwongen emigratie naar Zweden gaf hij daar een verzameling historische Zweedse volksliedjes uit onder de titel Svenska fornsånger (3 dln., 1834–42).
Daarna beijverde hij zich voor het toegankelijk maken van historische Finse bronnen, die hij in tien delen uitbracht, getiteld Handlingar till upplysning av Finlands häfder ('historische bronnen voor Finse geschiedschrijving', 1846-1858).

## Leven en werk
Adolf Ivar Arwidsson werd in 1791 geboren in Padasjoki in Zuid-Finland als zoon van een kapelaan. Het gezin verhuisde daarna naar Laukaa in Midden-Finland, dat zwaar werd getroffen door de Finse oorlog van 1808-1809. Finland viel hierna niet langer onder Zweden, maar, als het semi-autonome Groothertogdom Finland, onder het Russische Rijk.
In 1810 ging Arwidsson studeren aan de Zweedstalige Åbo Akademi in de Finse stad Turku, waar hij in 1817 promoveerde op een geschiedkundig onderwerp en vervolgens docent werd. Arwidssons moedertaal was Zweeds en in die taal schreef hij al zijn werken, hoewel hij vloeiend Fins sprak.
Na zijn proefschrift bracht Arwidsson een jaar in Zweden door. Daar legde hij contact met de verbannen Finnen in Uppsala en Stockholm. Na zijn terugkeer in Finland begon hij politieke geschriften te publiceren over de Finse identiteit. Aan hem wordt het citaat toegeschreven: "We zijn geen Zweden meer, Russen willen we niet worden, laten we daarom Finnen zijn" (in het Zweeds: "Svenskar äro vi icke längre, ryssar vilja vi icke bli, låt oss alltså vara finnar"; in het Fins: "Ruotsalaisia emme enää ole, venäläisiksi emme tahdo tulla, olkaamme siis suomalaisia").
In 1819 ondernam hij een reis om Finse volksgedichten en volksliederen te verzamelen, een werk dat later door Elias Lönnrot werd voortgezet. Vanwege zijn radicale politieke opvattingen verloor hij in 1822 zijn aanstelling als docent en werd hij van de universiteit verbannen. In 1823 moest hij noodgedwongen naar Stockholm emigreren. Daar werd hij in 1825 Zweeds staatsburger. Hij werd werkzaam als bibliothecaris bij de Koninklijke Bibliotheek in Stockholm en bleef politieke geschriften publiceren.
In 1827 ondernam Arwidsson een reis naar Finland, maar werd onmiddellijk door de autoriteiten naar Zweden uitgewezen. Hierdoor radicaliseerde zijn politieke werk. Hij veroordeelde de constitutionele positie van Finland als groothertogdom in het Russische Rijk, schreef vanuit een sterk anti-Russisch sentiment, wees autocratie af, was somber over de situatie in Finland en probeerde een positieve impuls te geven aan de ontwikkeling van een Finse identiteit. Hij wordt hierom door Finse nationalisten beschouwd als een wegbereider voor een onafhankelijk Finland.
In de jaren dat hij als bibliothecaris werkzaam was verzamelde hij oude Zweedse volksliedjes. Deze verzameling was deels gebaseerd op oude liedboeken uit de Nationale Bibliotheek, maar ook op de verzameling volksliederen van Leonhard Fredrik Rääf. Hij gaf deze uit in drie delen, onder de titel Svenska fornsånger (3 dln., 1834–42).

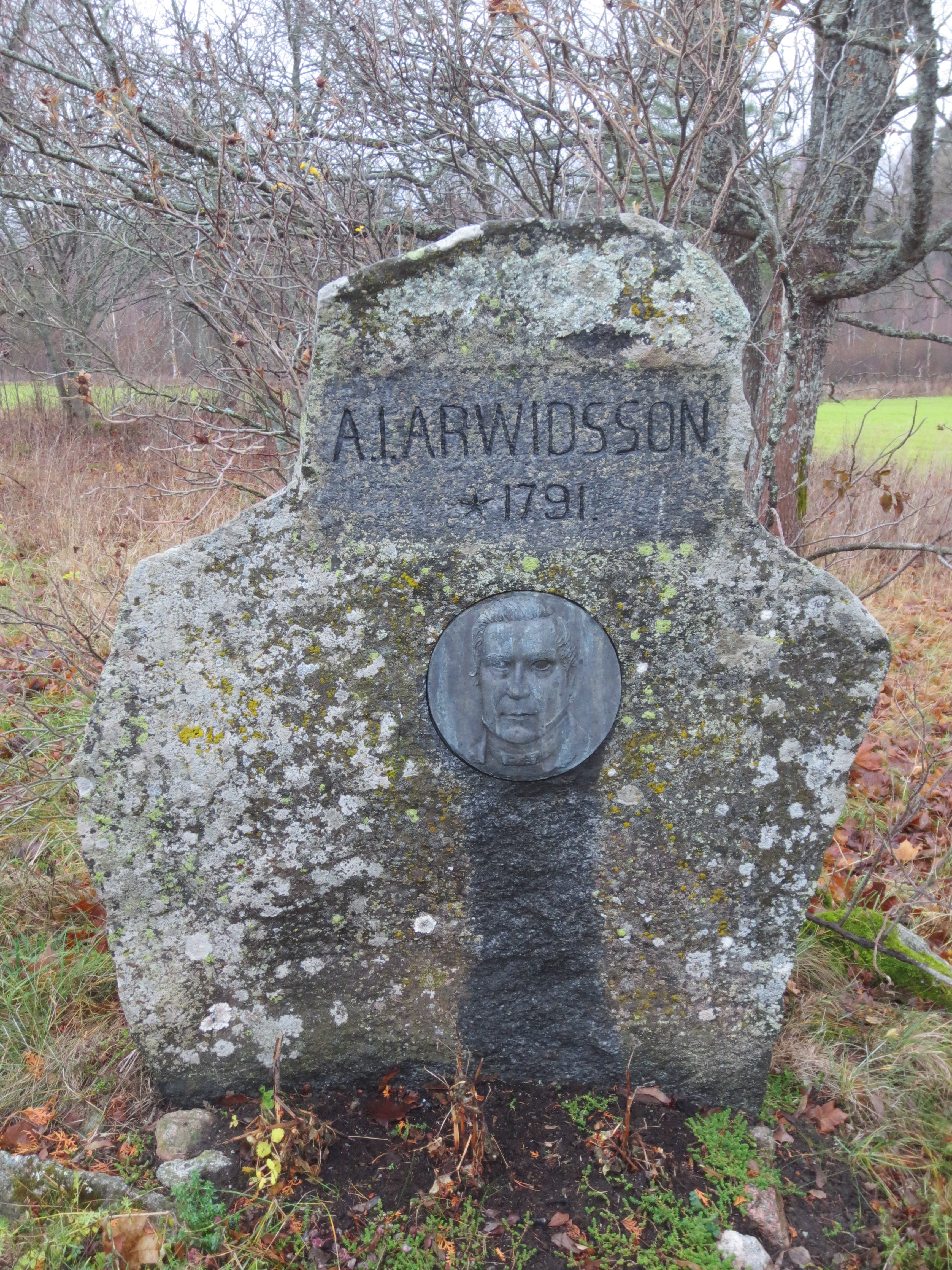
Gedenksteen voor Arwidsson in Padasjoki, geplaatst in 1895.

In 1843 werd Arwidsson tot directeur van de Koninklijke Bibliotheek te Stockholm benoemd. In de jaren erna publiceerde hij tien delen met historische bronnen met betrekking tot Finland. Zijns inziens vormde de gebrekkige toegankelijkheid een groot obstakel voor de ontwikkeling van de Finse geschiedschrijving. Met steun van de Finse Literaire Vereniging werden daarom tussen 1846 en 1858 met name 16e-eeuwse documenten uitgegeven, onder de titel Handlingar till upplysning av Finlands häfder ('historische bronnen voor Finse geschiedschrijving').
Na de Krimoorlog (1853-1856) veranderden de omstandigheden in Finland, waardoor hij vanaf 1853 naar het land kon afreizen. In 1858 maakte hij daadwerkelijk een rondreis door Finland. Hij liep echter een longontsteking op en overleed op 21 juni in Vyborg in de leeftijd van 66 jaar. Hij werd begraven in Laukaa.

## Persoonlijk
Adolf Arwidsson was getrouwd met Johanna Carolina Armfelt. Zij kregen twee zoons, Hugo Arwidsson (1825) en Thorsten Arwidsson (1827).
In 1851 werd Arwidsson Ridder in de Orde van de Poolster (Riddare av Nordstjärneorden).

## Uitgaven (selectie)
- Läse- och lärobok för ungdom (1830-1831) (Lees- en leerboek voor de jeugd)
- Svenska konungar och deras tidehvarf (1830-1843) (Zweedse koningen en hun tijd)
- Lärobok i Finlands historia och geografi. För gymnasier och skolor (1832) (Leerboek Finse geschiedenis en aardrijkskunde. Voor voortgezet onderwijs en basisscholen)
- Svenska fornsånger (3 dln., 1834–42) (Oude Zweedse volksliedjes)
- Finland och dess framtid. I anledning af skriften; om allians-tractaten emellan Sverige och Ryssland år 1812 (1838) (Finland en zijn toekomst. In verband met het schrijven; over de alliantieverdragen tussen Zweden en Rusland in 1812)
- Handlingar till upplysning av Finlands häfder, historische bronnen voor Finse geschiedschrijving, Finse Literaire Vereniging (10 dln., 1846-1858)
- Förteckning öfver Kongl bibliothekets i Stockholm isländska handskrifter (1848) (Lijst van IJslandse handschriften in de Koninklijke Bibliotheek in Stockholm)
- Trettioåriga krigets märkvärdigaste personer. Historisk teckning; porträtter af Axel Jacob Salmson (1856) (De meest opmerkelijke figuren uit de Dertigjarige Oorlog. Historische tekening; portretten van Axel Jacob Salmson)